# Ludwig Schmugge
Ludwig Schmugge, né le 28 novembre 1939 à Berlin, est un historien allemand.

## Biographie
Ludwig Schmugge prépare son  doctorat à partir de 1965 à l'Université libre de Berlin. De 1966 à 1971, il est assistant de recherche à la Fondation Friedrich-Meinecke (centre de recherche historique au sein de l’Université libre de Berlin). En 1971, il obtient son doctorat. Il enseigne en tant que professeur d'histoire médiévale au sein de cette université. De 1979 jusqu'à sa retraite en 2004, il devient un professeur d'histoire médiévale à l'Université de Zurich. De 2004 à 2008, il est  président du Conseil consultatif scientifique de l'Institut historique allemand de Rome.
Ses recherches portent notamment sur l'histoire constitutionnelle, ecclésiastique et sociale au Moyen Âge, sur l’histoire du droit canonique et sur la Pénitencerie apostolique,.

## Principales publications
- Johannes von Jandun, 1285-89-1328 : Untersuchungen zur Biographie und Sozialtheorie eines lateinischen Averroisten, Stuttgart, A. Hiersemann, 1966.
- 50 Jahre Forschungsförderung in Deutschland. Ein Abriss der Geschichte der deutschen Forschungsgemeinschaft. 1920-1970, en collaboration avec Thomas Nipperdey, Bonn-Bad Godesberg, Deutsche Forschungsgemeinschaft, 1970.
- Die Kreuzzüge aus der Sicht humanistischer Geschichtsschreiber, Bâle, Helbing und Lichtenhahn, 1987.
- Kirche, Kinder, Karrieren : päpstliche Dispense von der unehelichen Geburt im Spätmittelalter, Zurich, Artemis & Winkler, 1995.
- Die Supplikenregister der päpstlichen Pönitentiarie aus der Zeit Pius' II. (1458-1464), en collaboration avec Patrick Hersperger et Béatrice Wiggenhauser, Tübingen, M. Niemeyer, 1996.
- Ehen vor Gericht : Paare der Renaissance vor dem Papst, Berlin, Berlin University Press, 2008. Traduction en anglais : Marriage on trial : late medieval German couples at the papal court, Whashington, Catholic University of America Press, 2012[5].